# La Sallida
La zona humida de la Sallida comprèn el tram de riu Francolí que discorre entre el pont de la carretera TV-2421 de Montblanc a Prenafeta i la resclosa que hi ha passat l'anomenat pont de la Fusta, on hi passa l'antiga carretera N-240 de Montblanc a Tarragona. Es tracta de terrenys de titularitat pública que ocupen una superfície d'unes 14,5 hectàrees al terme municipal de Montblanc.

## Hidrologia, flora i fauna
La hidrologia de la zona està clarament marcada per la presència del riu Francolí i, a més, del seu afluent l'Anguera, el qual conflueix en l'espai descrit. També cal destacar les diferents rescloses presents a la zona sud de l'espai que, a part de regular el pas d'aigua cap al rec de la comunitat de regants de la Sallida, atorguen unes particularitats ecològiques d'interès.
A l'espai de la Sallida s'hi poden trobar petites taques de la vegetació potencial (Quercetum-ilicis galloprovinciale), combinada amb comunitats típiques de ribera. No obstant això, les comunitats potencials forestals de ribera no es troben presents degut a la transformació provocada pels humans.
Així, l'estrat arbori es troba únicament representat per alguns exemplars aïllats d'àlbers (Populus alba), gatells (Salix atrocinerea), i freixes (Fraxinus sp.), i una plantació artificial de plataners (Platanus × hispanica). L'estrat arbustiu és protagonitzat per peus de saüc (Sambucus nigra), canya americana (Arundo donax) i sobretot per grans extensions de comunitats helofítiques de canyís (Phragmites communis) i boga (Typha latifolia).
La zona d'estudi té una elevada diversitat d'espècies. Mereixen especial atenció les espècies de gripaus que es troben estrictament protegides: gripau paridor (Alytes obstetricans) i gripau corredor (Epidalea calamita). La majoria de les espècies de rèptils protegides detectades també estan associades a medis aquàtics o hidròfils: bívia (Chalcides bedriagai), serp d'aigua escurçonera (Natrix maura) i serp d'aigua de collar (Natrix natrix). Les diferents espècies de ratapatxecs presents a l'aiguabarreig, moltes d'elles classificades com a espècies vulnerables, són els mamífers que demanen més atenció. Però si hi ha un grup que destaca és el dels ocells al tractar-se aquesta àrea d'una zona humida, on hi trobem més de 50 espècies sedentàries, la majoria d'elles protegides per la legislació vigent, entre les quals destaquen el bernat pescaire (Ardea cinerea), l'aligot comú (Buteo buteo), el xoriguer comú (Falco tinnunculus), el rascló (Rallus aquaticus), la polla d'aigua (Gallinula chloropus) i el blauet (Alcedo atthis).

## Pressió humana i conservació de l'espai
La zona humida de la Sallida ha sofert històricament una forta pressió humana, sobretot d'infraestructures lineals (Tren d'Alta Velocitat, carretera N-240...) i abocament de deixalles. Això, al llarg del temps, va produir un fort deteriorament de la qualitat ambiental del medi natural adjacent i un augment d'espècies vegetals al·lòctones i fortament invasores que provocaven la degradació dels hàbitats naturals de flora i fauna.
La qualitat de l'aigua comença a millorar amb la posada en marxa de l'EDAR del nucli de Montblanc que des de principis del segle XXI aboca les seves aigües ja depurades al riu i el tancament d'algunes indústries contaminants riu amunt.
A més, l'Ajuntament de Montblanc considera la zona d'alt valor natural i ha signat un acord de custòdia amb l'associació CEN per la restauració amb varietats locals d'espècies autòctones per conservar-ne la diversitat genètica, alhora que s'ha creat una petita àrea de lleure per potenciar l'educació ambiental, el coneixement del medi i que apropin aquest indret de nou a la ciutadania de Montblanc i la comarca.